# Oliver Kahn
Oliver Rolf Kahn (* 15. června 1969, Karlsruhe) je bývalý německý fotbalový brankář. Na profesionální úrovni odchytal přes 800 soutěžních utkání. Náleží mezi nejlepší brankáře moderní fotbalové historie a nejúspěšnější fotbalisty Německa. Během aktivní kariéry spadal mezi nejikoničtější hráče své generace. Pelé ho roku 2004 zařadil mezi 125 nejlepších žijících fotbalistů.
Zprvu chytal za Karlsruher SC, později byl dlouholetou oporou v Bayernu Mnichov. Na svém kontě má řadu úspěchů. Osmkrát vyhrál německou Bundesligu, šestkrát jak národní, tak i ligový pohár. V roce 1996 se stal vítězem Poháru UEFA. V letech 1999 a 2001 si zahrál finále Ligy mistrů UEFA, ve druhém z případů oslavil triumf a byl vyhlášen hráčem utkání. V rámci Ligy mistrů odehrál 103 utkání.
V národním mužstvu odchytal 86 utkání. Nejprve byl náhradníkem za Andreasem Köpkem a byl přítomen u výhry na Euru 1996. Propracoval se na pozici brankářské jedničky a na kapitána, Německo mezitím neuspělo na světovém šampionátu 1998 a i na Euru 2000. Byl jednou z hvězd mistrovství světa 2002, na kterém svými výkony dotáhl tým do finále, v němž Němci podlehli i kvůli jeho chybě Brazílii. Přesto byl vyhlášen nejlepším hráčem turnaje a cenu obdržel jako jediný brankář v dějinách mistrovství. Na domácím mistrovství světa v roce 2006 byl brankářskou dvojkou a zachytal si jen v utkání o třetí místo, jeho posledním, čímž pomohl k zisku bronzové medaile. Následně ukončil reprezentační kariéru.
Po skončení kariéry se živil jako televizní komentátor fotbalu mimo jiné pro veřejnoprávní ZDF. V letech 2021 až 2023 působil v Bayernu Mnichov jako generální ředitel.

## Klubová kariéra

### Karlsruher SC
V dětství hrál od šesti let fotbal za Karlsruher SC, za který hrával v 60. letech také jeho otec Rolf. V tomto klubu zahájil i svoji profesionální kariéru. V průběhu sezóny 1987/88 se ujal příležitosti nastoupit, když se během ligového utkání zranila brankářská jednička Alexander Famulla. Kahnův debut dne 27. listopadu 1987 nic nezměnil na venkovní prohře 0:4 na hřišti 1. FC Köln. Následně nezabránil ani domácímu neúspěchu 0:2 proti Werderu Brémy a usedl zpět na lavičku náhradníků. Na úkor Famully se prosadil během sezóny 1990/91. Pod vedením trenéra Winfrieda Schäfera a s Kahnem v brance prožil Karlsruher v raných 90. letech úspěšné období, během něhož obsadil osmé a posléze dvakrát šesté místo po řadě let v druhé polovině tabulky či druhé lize.
Byl oporou při evropské kampani v rámci Poháru UEFA v sezóně 1993/94 a svými výkony na sebe strhl pozornost veřejnosti i velkoklubů. Ve vyřazovacích bojích udržel v pěti případech čisté konto. Karlsruher vyřadil PSV Eindhoven, Valencii, Girondins de Bordeaux a Boavistu, než padl v semifinále s Austrií Salzburg. Proti Valencii dokázal německý tým zvrátit manko 1:3, když v domácím prostředí Wildparkstadionu 7:0 zvítězil.

### Bayern Mnichov

#### První roky v Bavorsku
V červenci 1994 posílil Bayern Mnichov za částku odpovídající 2,5 milionům eur a stal se nejdražším brankářem v historii nejvyšší německé Bundesligy. Dosavadní brankářská jednička Raimond Aumann klub opustila. Mentorem se mu stal jeho idol, bývalý reprezentant Sepp Maier, zde v roli trenéra brankářů. Prvním soutěžním utkáním bylo superpohárové klání proti Werderu Brémy odehrané 7. srpna 1994, v němž Bayern podlehl 1:3 v prodloužení. V Lize mistrů debutoval 14. září 1994 při porážce 0:2 na hřišti Paris Saint-Germain. Jako první jej překonal George Weah, posléze vítěz Zlatého míče za rok 1995. Čtyři měsíce po přestupu byl kvůli zranění půlrok mimo hru a dva měsíce od návratu poprvé debutoval v národním týmu.
V dubnu 1996 ukázal svoji emocionální výbušnost, když ve vápně postrčil svého spoluhráče a obránce Andrease Herzoga, poté co Herzog zachyboval. Ve své druhé sezóně pomohl dosáhnout finále Poháru UEFA proti Bordeaux. Po úvodní domácí výhře 2:0 zvítězil Bayern vedený trenérem Franzem Beckenbauerem 15. května 1996 venku 3:1, přičemž soupeř Kahna výrazněji neohrožoval. Bavorský klub v evropských soutěžích triumfoval poprvé od roku 1976, tedy po dvaceti letech.
Ve své třetí sezóně získal nejprve ligový pohár a na konci ligové sezóny i německým mistrem. Podruhé byl zvolen nejlepším brankářem Bundesligy. O rok později, v sezóně 1997/98, získal svůj první domácí pohár – DFB-Pokal.

#### První finále Ligy mistrů a treble na dosah

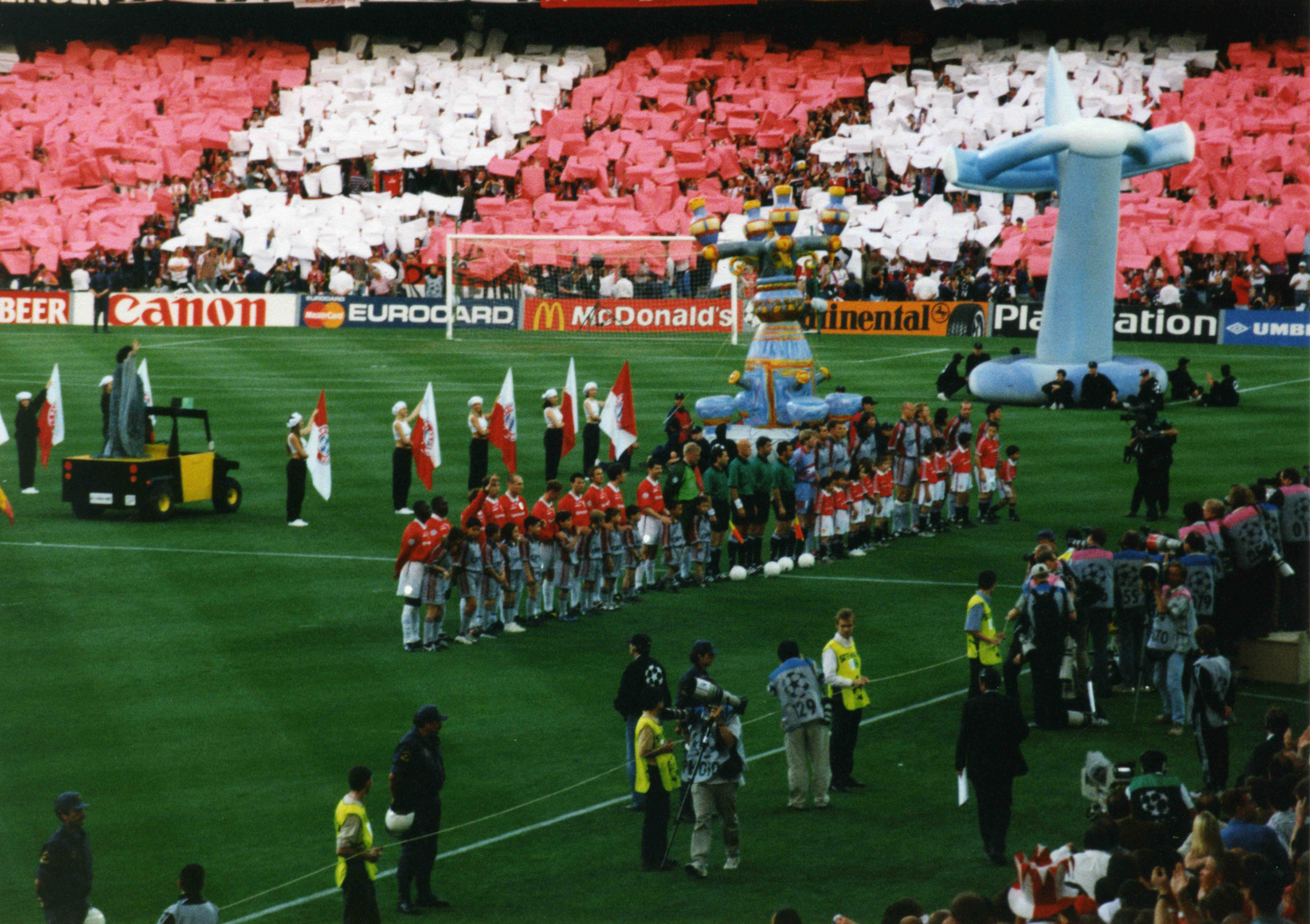
Nastoupivší Kahn ve finále Ligy mistrů UEFA proti Manchesteru United 26. května 1999. (Kahn stojí hned vpravo vedle rozhodčích v zeleném.)

Proti Werderu 20. března 1999 překonal bundesligový rekord brankáře Olivera Recka a Reckovu sérii 641 minut bez obdrženého gólu z konce 80. let. Kahn pomohl k výhře 1:0 a gól inkasoval až v dalším ligovém utkání proti rivalovi Borussii Dortmund. Novým rekordem tak bylo 736 minut bez gólu, což výrazně přispělo k zisku mistrovského titulu.
Kahnovu sérii utnul po 13 minutách Heiko Herrlich, s nímž měl během utkání odehraného 3. dubna jeden ze svých proslulých kontroverzních momentů. Kahn lapil centrovaný míč před brankovou čarou před dorážejícím Herrlichem, přiblížil se mu a následně takřka soupeře kousl do obličeje. Později svým „kung-fu kopem“ takřka trefil soupeřova hráče Stéphaneho Chapuisata. Bavoři ve vypjatém domácím střetnutí 0:2 prohrávali a přišli o vyloučeného Samuela Kuffoura, počet hráčů se však ve druhém poločasu vyrovnal, Bayern vyrovnal i skóre na konečných 2:2 a Kahn za tohoto stavu ještě chytil penaltu Larse Rickena. Rovněž v tomto utkání se Kahn dočkal na hřiště vhozených banánů, obvyklý posměch ze strany fanoušků Dortmundu. Zisk mistrovského titulu a národního poháru dával Bayernu naději na treble. Na stadionu Camp Nou odehrál 26. května 1999 finále Ligy mistrů UEFA a své mužstvo vedl v roli kapitána. Hráči Bayernu se ujali jednogólového vedení a Kahn během utkání zneškodnil několik soupeřových šancí včetně hlavičky střídajícího Oleho Gunnara Solskjæra po 80 minutách. Manchester United však v nastaveném čase vstřelil dva góly a vybojoval trofej, když se v 91. minutě prosadil jiný náhradník Teddy Sheringham a 93. minutě Solskjær. U obou gólů byl Kahn bezmocný.

#### Domácí double
V sezóně 1999/00 s týmem vybojoval double – německou ligu i pohár. Během dubnového 29. kola na hřišti Freiburgu jej před koncem utkání zasáhl z hlediště hozený golfový míček a hra byla na několik minut přerušena a Kahn musel být ošetřen. Rozrušený brankář byl později uklidňován generálním manažerem Ulim Hoeneßem.
V závěrečném utkání první fáze skupin Ligy mistrů 3. listopadu 1999 doma proti Rangers pomohl vyhrát 1:0 a postoupit do druhé skupinové fáze. O jednom ze zákroků později prohlásil, že šlo o nejpovedenější zákrok jeho kariéry. Bayern dokráčel do semifinále, ve kterém podlehl následnému vítězi Realu Madrid. Bez obdrženého gólu zvládl 6. května 2000 finále národního poháru proti Brémám. Dva týdny nato Bayern v posledním kole ligy vybojoval titul další výhrou nad Brémami, když využil zaváhání Leverkusenu. Urodil se historicky v pořadí třetí „double“ (výhra v lize i poháru). Kahn byl zvolen nejlepším klubovým hráčem roku.

#### Druhé finále Ligy mistrů a mezinárodní úspěchy
Během ligového střetnutí s Hansou Rostock 3. března 2001 obdržel červenou kartu a byl vyloučen. Bayern prohrával 2:3 (tímto výsledkem zápas i skončil) a Kahn v závěrečných minutách přeběhl hřiště, aby se účastnil zahrávání rohového kopu bavorského týmu. Vyskočil a rukama „vyboxoval“ míč do soupeřovy branky, za což byl vyloučen. Později zavtipkoval: „Myslel jsem, že brankáři smí používat ruce ve vápně.“ Proti obhajujícímu Realu Madrid vytasil řadu zákroků zejména v prvním utkání na soupeřově půdě a pomohl 1. května vyhrát 1:0. Výhry 2:1 se dočkal i v semifinálové odvetě v domácím prostředí. Na hřišti Hamburku 19. května 2001 potřeboval Bayern vyhrát, neboť v případě své výhry by Schalke při rovnosti bodů titul získalo pro lepší gólovou bilanci. Zatímco Schalke vyhrálo, Kahn inkasoval v 90. minutě. Ve čtvrté minutě nastaveného času srovnal na konečných 1:1 Patrik Andersson a Bayern opanoval německou ligu potřetí v řadě. Dva roky po evropském neúspěchu proti Manchesteru United si Kahn zachytal ve svém dalším finále Ligy mistrů, když 23. května 2001 nastoupil proti poraženému finalistovi předešlého ročníku, Valencii. Již ve druhé minutě byl překonán z pokutového kopu, jenž zužitkoval Gaizka Mendieta. Stefan Effenberg ovšem rovněž z penalty vyrovnal a na skóre 1:1 nezměnilo nic ani prodloužení. Během základní hrací doby Kahn nečelil mnoha šancím, stejně jako soupeřův brankář Santiago Cañizares. V závěru prodloužení však podržel svůj tým řadou zákroků. Stal se hrdinou penaltového rozstřelu, když soupeři chytil tři penalty – neuspěli Zlatko Zahovič, Amedeo Carboni ani Mauricio Pellegrino. Po rozstřelu šel utěšit poraženého Cañizarese.

#### Světová třída mezi brankáři a na domácí scéně úspěšný Bayern
Jakožto vítěz Ligy mistrů se Bayern 27. listopadu 2001 utkal v Interkontinentálním poháru s vítězem jihoamerického Poháru osvoboditelů, argentinským klubem Boca Juniors. Rovněž tuto trofej Kahn získal, když se spoluhráči na Národním stadionu v Tokiu zvítězil 1:0 v prodloužení. V prosinci se umístil třetí v anketě Zlatý míč (Ballon d'Or). Ve 24. kole ligy Bayern dne 23. února 2002 doma zvítězil 6:0 nad Energie Cottbus a Kahn se v závěru zápasu chopil penalty. Brankář soupeře Tomislav Piplica však jeho pokus zneškodnil.
Po finálovém neúspěchu na světovém mistrovství zastihl Kahna pokles formy, způsobený mimo jiné nižší motivací. Proti Bayeru Leverkusen 30. září 2002 neodvrátil porážku 1:2 a během utkání z frustrace chytil zezadu na krku soupeřova útočníka Thomase Brdariće. Později nabídl zřeknutí se kapitánské role v národním týmu, avšak zůstal jím. Ligový incident zůstal stranou žluté karty nepotrestán. V hráčské anketě časopisu kicker se umístil až třetí za Jensem Lehmannem (Borussia Dortmund) a Simonem Jentzschem (TSV 1860 München). Stejně jako rok předtím, také za rok 2002 skončil třetí v anketě Zlatý míč. V sezóně 2002/03 vylepšil svůj rekord na 801 minut v utkáních německé ligy bez obdrženého gólu. Později byl překonán sérií 892 minut brankáře Tima Hildebranda. Další rekord stanovil 15. března 2003 v lize na půdě Bochumi při venkovní výhře 4:1. V závěru utkání inkasoval po 549 minutách na soupeřových hřištích v rámci Bundesligy. Bavorský klub nadále držel neporazitelnost trvající 14 ligových kol. Opět zakončil sezónu ziskem doublu, když německou ligu opanoval s do té doby nevídaným šestnáctibodovým náskokem. Zklamáním bylo vystoupení v Lize mistrů, v níž Bayern nepostoupil ze skupiny a ani nevyhrál.
V utkání proti Olympique Lyon hraném 21. října 2003 absolvoval své 100. utkání v evropských pohárech. Tým podržel zákrokem proti Giovanemu Élberovi a pomohl ubránit venkovní remízu 1:1. Slov uznání se dočkal od Franze Beckenbauera i Karla-Heinze Rummeniggeho (generálního ředitele). Proti Realu Madrid v osmifinále Ligy mistrů dne 24. února 2004 nečekaně propustil do sítě přímý kop Roberta Carlose. Zdánlivě jednoduchou střelu nechytil, balón se mu odrazil od těla mezi nohami do branky a soupeř srovnal na konečných 1:1. Bayern následně venku prohrál a byl tak vyřazen. Dvě kola před koncem měl Bayern naději zastavit mistrovský postup Brém 8. května na domácí půdě. Hosté vedli po 35 minutách již 3:0 a pozdeji výsledkem 3:1 i vyhráli. První z gólů padl po Kahnově zaváhání, když pustil střelu Aíltona před Ivana Klasniće a ten vstřelil gól. Nezdary v Evropě i na ligové scéně vedly po sezóně k propuštění trenéra Ottmara Hitzfelda, nahradil jej Felix Magath.

#### Domácí double ve dvou sezónách po sobě

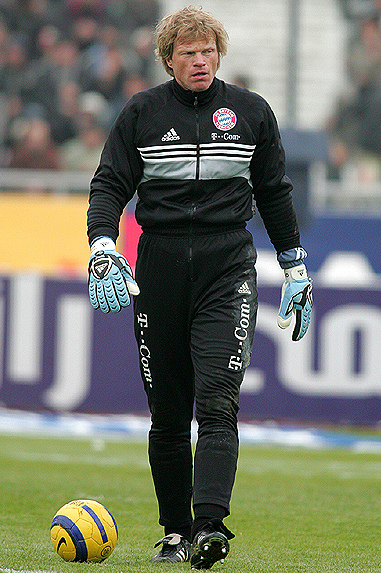
V přípravném utkání hraném 13. ledna 2006 proti Persepolisu

Dalším incidentem se předvedl 2. září 2004 v ligovém střetnutí na půdě mistrovských Brém. Kahn lapil míč před dotírajícím útočníkem Miroslavem Klosem – reprezentačním spoluhráčem – načež na nijak neprovokujícího Kloseho zblízka dramaticky gestikuloval a křičel. Situace, která by v jiných případech skončila vyloučením, neměla pro Kahna následky a Bayern venku 2:1 zvítězil.
Při rozcvičování před ligovým zápasem s Arminií Bielefeld 15. března 2006 jej náhradní brankář Michael Rensing trefil přímo do oka. Otok Kahnovi znemožnil nastoupit a nakonec vítězné střetnutí výsledkem 2:0 odchytal právě Rensing. Stejně jako v předchozí sezóně, také v sezóně 2005/06 dovedl trenér Magath tým ke dvěma domácím trofejím. Napomohla tomu série 16 utkání bez porážky, na které se svými výkony podílel i Kahn.

#### Závěrečné sezóny a konec kariéry

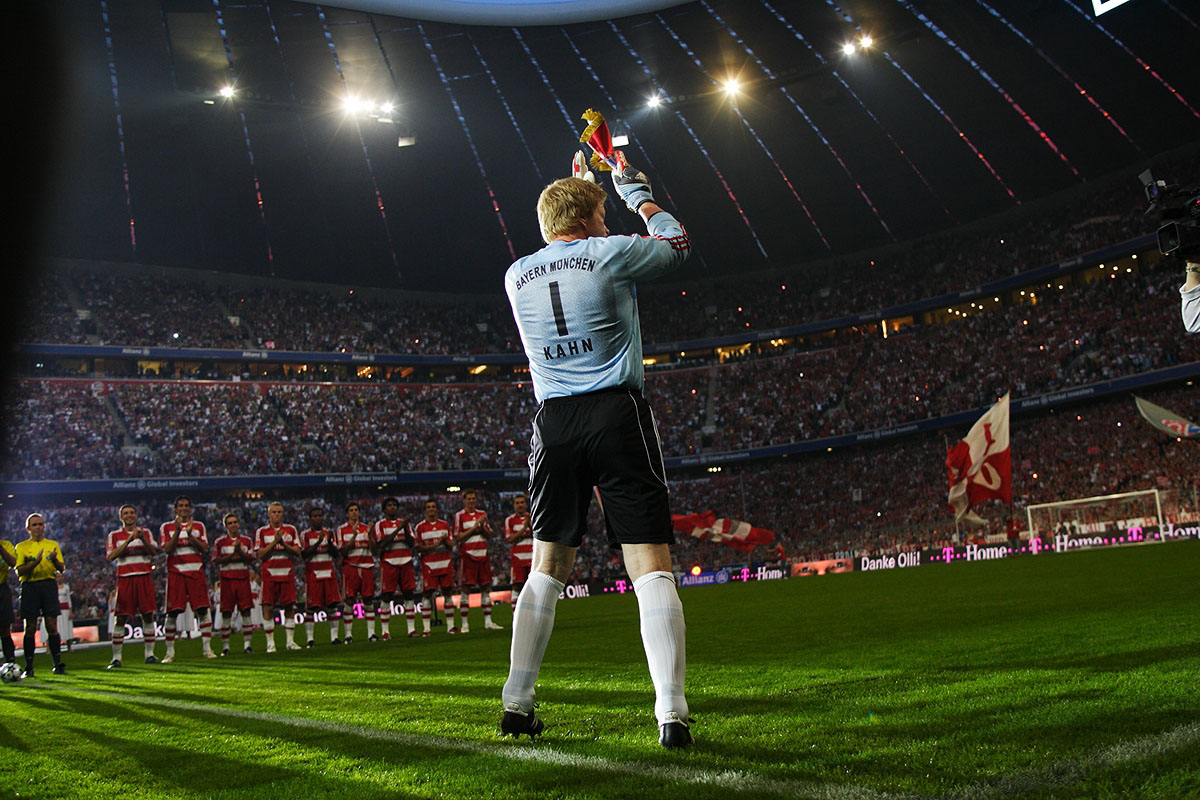
Při čestném kole v rozlučkovém zápase 2. září 2008

Po bronzové medaili z domácího světového mistrovství zahájil ligovou sezónu 2006/07 odehráním svého 500. utkání v rámci německé ligy. Zdařilý úvod dopadl výhrou 2:0 nad Dortmundem. V přespříštím utkání dorovnal Stefana Reutera (502 utkání) a následně překonal. Tím se vměstnal do elitní desítky hráčů v počtu startů v německé Bundeslize od jejího počátku v roce 1963. V závěrečném utkání skupiny Ligy mistrů 5. prosince 2006 se Kahn se spoluhráči utkal o prvenství s Interem Milán a zrodila se remíza 1:1. Pro německého brankáře šlo o stý start v prestižní evropské soutěži a dosáhl toho jako čtvrtý po Raúlovi, Robertu Carlosovi a Davidu Beckhamovi. Dne 15. dubna 2007 odchytal 528. zápas v německé lize (400. zápas za Bayern) při výhře 2:1 proti Leverkusenu. Byla to Kahnova 292. ligová výhra a v počtu výher se posunul na první místo v historických análech Bundesligy před Manfreda Kaltze, který do toho dne držel prvenství.
Jak již oznámil předem, sezóna 2007/08 měla být jeho poslední. V utkání s Hamburkem 2. září 2007 se stal brankářem s nejvíce odehranými zápasy v německé lize, za sebou jich měl 535 a překonal tak dosavadní prvenství Eikeho Immela. Ve druhé půlce března 2008 nastoupil do 552. utkání v rámci Bundesligy a obsadil tak třetí příčku v historických tabulkách za Karl-Heinzem Körbelem (602 utkání) a Manfredem Kaltzem (581 utkání). Vzhledem k plánům ukončit kariéru již ze třetí příčky výše postoupit nemohl.[zdroj?] Svůj poslední zápas na evropské scéně odehrál 1. května v semifinálové odvetě Poháru UEFA proti Zenitu, ve kterém Bayern prohrál 0:4 a s pozdějším vítězem soutěže vypadl. Na konci sezóny se rozloučil svým osmým mistrovským titulem a dorovnal tak počin dlouholetého spoluhráče Mehmeta Scholla. Jiní spoluhráči – Bastian Schweinsteiger, Franck Ribéry anebo Philipp Lahm – později Kahna ještě překonali. Kahnovou derniérou bylo ligové utkání s Herthou Berlín 17. května 2008. Před domácím publikem se dočkal jednak výhry 4:1 a jednak potlesku ve stoje.
V německé Bundeslize celkově odchytal 557 utkání, 310 jich vyhrál (tento rekord překonal Manuel Neuer) a ve 204 z nich udržel čisté konto. Za Bayern odchytal 429 ligových utkání a zbylých 128 utkání předtím za Karlsruher. Ve dresu Bayernu vychytal rekordních 260. ligových vítězství, které překonal v roce 2020 Thomas Müller.
Dne 2. září 2008 Kahn oficiálně zakončil svou aktivní profesionální kariéru. V tento den od 20:00[zdroj⁠?!] se konal rozlučkový zápas mezi Bayernem Mnichov a reprezentací Německa. Zápas dopadl výsledkem 1:1. Kahn obdržel gól ve 33. minutě a v 75. minutě střídal. Po závěrečném hvizdu si vysloužil veliké ovace nejen od sportovních fanoušků, kterých dorazilo na 69 tisíc.

## Reprezentační kariéra
Kahn byl nominován na Mistrovství světa 1994 ve Spojených státech amerických jako třetí brankář za Bodem Illgnerem a Andreasem Köpkem. Titul obhajující Německo vypadlo ve čtvrtfinále. Poprvé nastoupil do brankoviště 23. června 1995 do utkání proti Švýcarsku. Při zisku zlaté medaile na Euru 1996 v Anglii kryl záda Köpkemu a druhým brankářem byl rovněž na neúspěšném Mistrovství světa ve fotbale 1998 pořádaném Francií.
Köpkeho ukončení reprezentační kariéry posunulo Kahna do hlavní role. Euro 2000 v Nizozemsku a Belgii přineslo zklamání, obhajující Německo opouštělo turnaj jako první tým. Ve druhém skupinovém utkání nezabránil porážce 0:1 s Anglií, se kterou národní mužstvo prohrálo po 34 letech. Německo se přes úvodní turnajovou fázi neprobojovalo poprvé od Eura 1984. Deník Bild označil Die Nationalelf za „nejhorší tým v historii lidstva“, kritiku přinesla i další média. Po Oliveru Bierhoffovi převzal kapitánskou pásku, jakkoliv oficiálně ještě Bierhoff ve vůdčí roli pod trenérem Rudim Völlerem dva roky zůstával.
Jedním z nejhorších zápasů Kahnovy kariéry byl ten kvalifikační s Anglií v domácím prostředí Mnichova odehraný 1. září 2001. Německo prohrálo teprve druhý kvalifikační zápas před vlastním publikem ve své historii, a to výsledkem 1:5. Útočník Michael Owen vstřelil hattrick, Kahn ovšem viníkem gólů nebyl.
Na Mistrovství světa 2002 pořádané Japonskem a Jižní Koreou neodcestoval německý tým jako favorit, dosáhl však finále. Kahn byl znovu jedničkou, za ním byli Kahnův rival Jens Lehmann a Hans-Jõrg Butt. Společně se záložníkem Michaelem Ballackem byl jediným německým fotbalistou světové úrovně. Na úvod turnaje se podílel na nejvyšší německé výhře na světovém šampionátu – 1. června porazilo německé mužstvo Saúdskou Arábii 8:0. Během prvotních šesti utkání obdržel jediný gól, když jej ve druhém skupinovém utkání hraném 5. června překonal ve druhé minutě nastaveného času irský útočník Robbie Keane. Proti Irsku se vytáhl s povedeným zákrokem proti zblízka střílejícímu Damienu Duffovi. Řadou zákroků pomohl postupu ve vyřazovacích bojích přes Spojené státy americké, Paraguayi (v den svých 33. narozenin) a domácí Jižní Koreu. Ve finálovém utkání se 30. června na Nissan Stadium v Jokohamě postavil fotbalistům Brazílie, již táhl šestigólový útočník Ronaldo, další hvězda turnaje. V 67. minutě vystřelil z dálky Rivaldo a Kahnovi se přihodil ojedinělý kiks, když balón neudržel a pouze vyrazil před sebe. Přiběhnuvší Ronaldo příležitosti využil a otevřel skóre v utkání, které Brazilci jeho dvougólovou zásluhou 2:0 vyhráli. Jeho výkony ocenili experti z řad FIFA a vyhlásili jej jednak nejlepším brankářem turnaje (Cena Lva Jašina) a jednak nejlepším hráčem. To se Kahnovi podařilo jako jedinému brankáři v historii mistrovství světa.
Navzdory Lehmannovým snahám a kritice si Kahn post jedničky pro Euro 2004 v Portugalsku udržel. Německo bylo nalosováno do potenciální „skupiny smrti“ čítající vedle outsidera Lotyšska ještě semifinalistu předešlého turnaje Nizozemsko a finalistu turnaje předtím, Českou republiku. V den svých 35. narozenin odchytal svůj 70. zápas za národní mužstvo 15. června v úvodním skupinovém střetnutí s Nizozemskem, ve kterém se zrodila remíza 1:1. O čtyři dny později Německo bez gólu remizovalo i ve druhém zápasu proti Lotyšsku. Kahn čelil zejména střeleckým pokusům soupeřova útočníka Mārise Verpakovskise. Již jistě z prvního místa postupujícímu Česku, které do hry nasadilo náhradníky, Německo podlehlo 1:2 a s turnajem se rozloučilo.

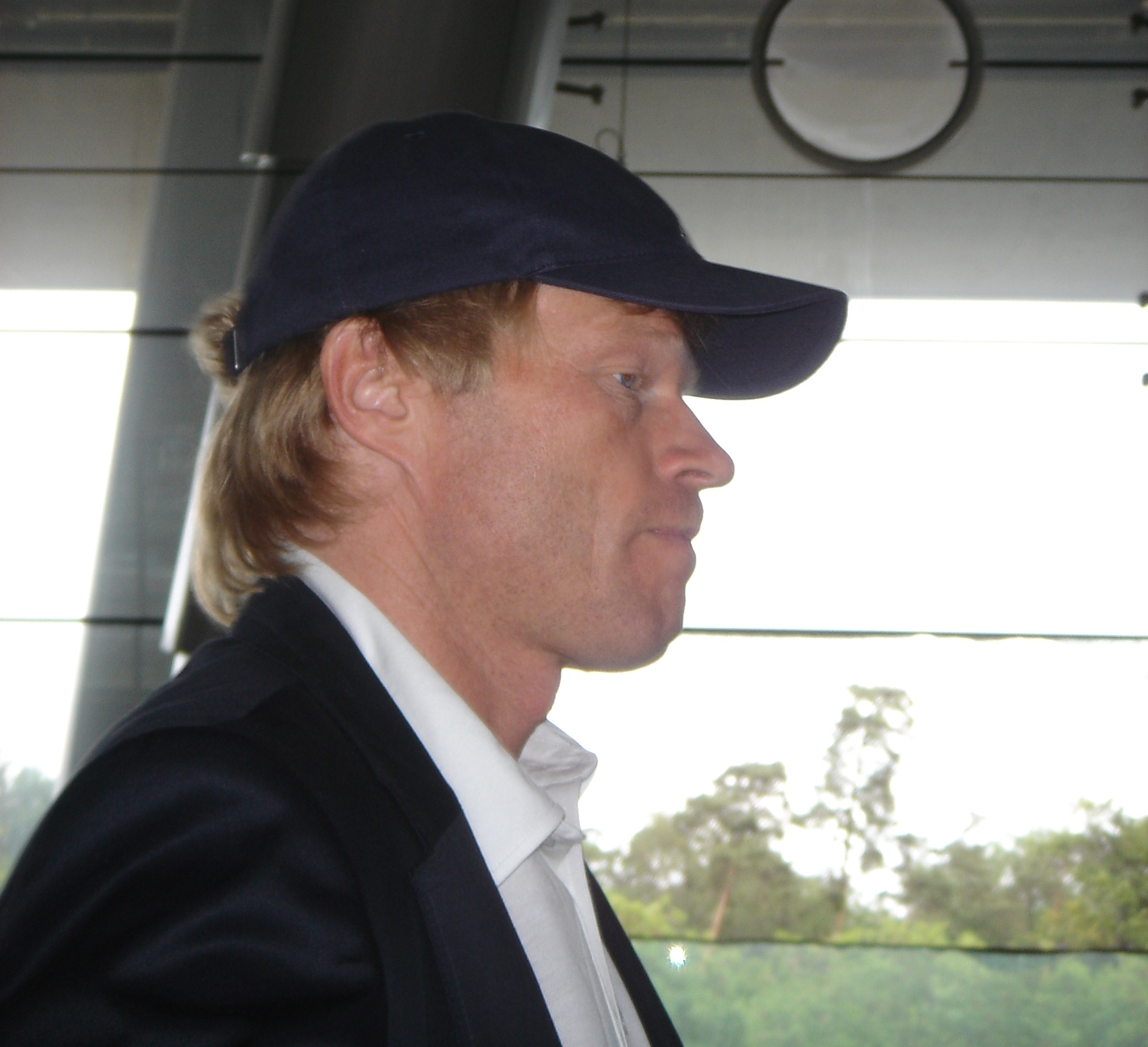
Kahn během Konfederačního poháru FIFA v červnu 2005

Trenér Völler pozici trenéra opustil a nahradil jej Jürgen Klinsmann, který jmenoval kapitánem Ballacka a Kahn musel o místo v brankovišti usilovat proti Lehmannovi. Na oba brankáře tímto vyvíjený tlak vedl k jejich chybám i v zápasech na klubové scéně, což kritizoval například šéfředitel Bayernu Karl-Heinz Rummenigge. V červnu následujícího roku si zahrál na Německem pořádaném Konfederačním poháru FIFA 2005, kde se střídal s Lehmannem a Hildebrandem. Kahn odchytal úvodní skupinové utkání s Austrálií (výhra 4:3) a utkání o třetí místo s Mexikem (výhra 4:3 v prodloužení).
V dubnu 2006 se trenér Klinsmann rozhodl dát šanci Lehmannovi. Na Německem pořádaném mistrovství světa Kahn pobýval na lavičce náhradníků domácího týmu jako dvojka. Získal si respekt za přínos týmu v kabině a navzdory vyjadřovanému zklamání o své roli chválil Lehmanna za dosavadní turnajové výkony – Německo vyhrálo všechny tři utkání skupiny a i osmifinále. Proti Argentině došlo na penaltový rozstřel, před kterým Lehmanna povzbuzoval, a který Lehmann zvládl. Na tomto mistrovství si nakonec přece jen zachytal. Bylo to 8. července v utkání o 3. místo s Portugalskem. Německo vyhrálo 3:1 (jediný gól mu dal hlavou Nuno Gomes) a Kahn společně s desítkou hráčů v poli vybojoval bronzové medaile. Šlo o jeho poslední utkání za národní tým, po něm ohlásil ukončení reprezentační kariéry.

## Úspěchy
FC Bayern Mnichov
Bundesliga

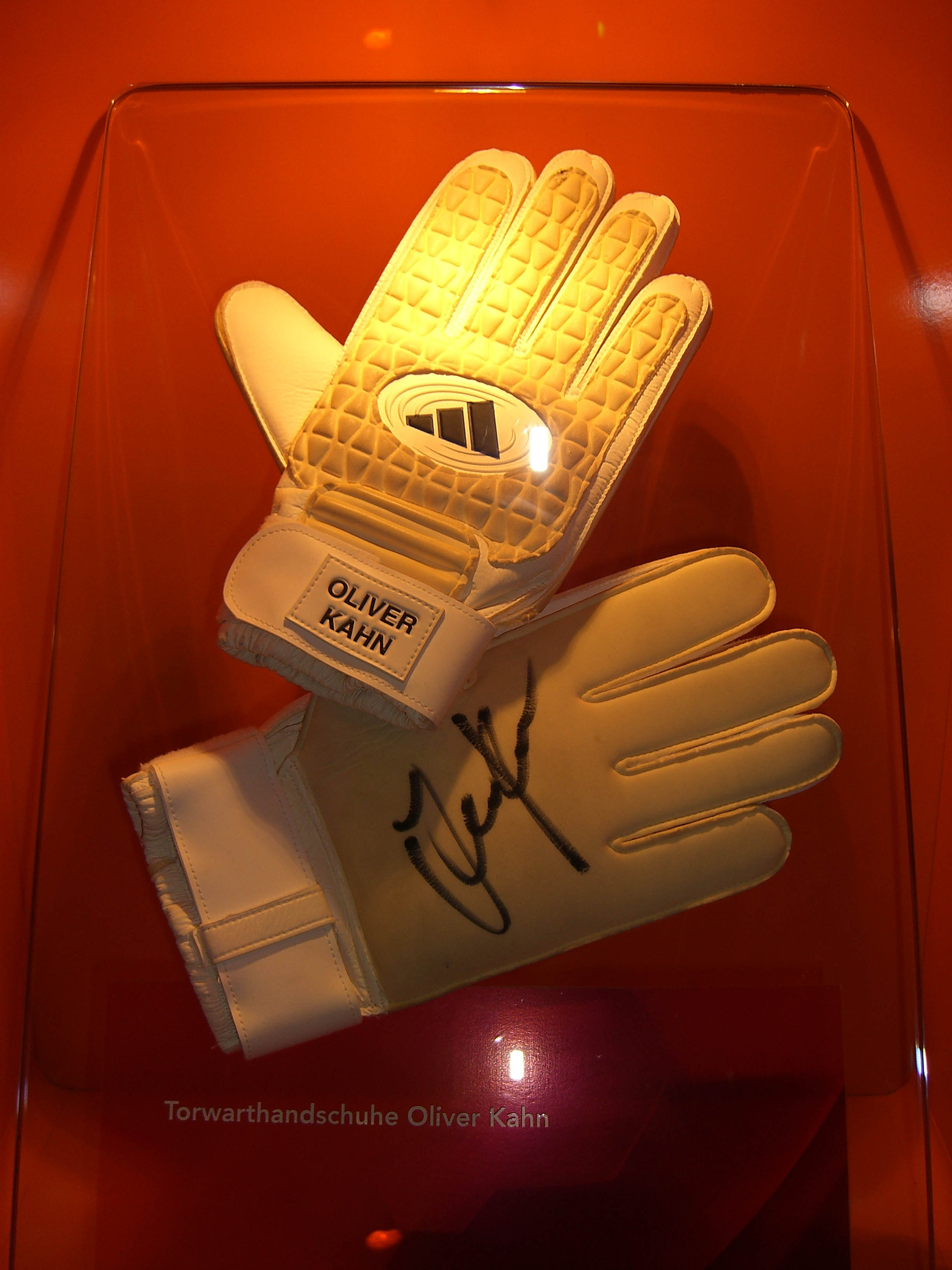
Vystavené Kahnovy brankářské rukavice

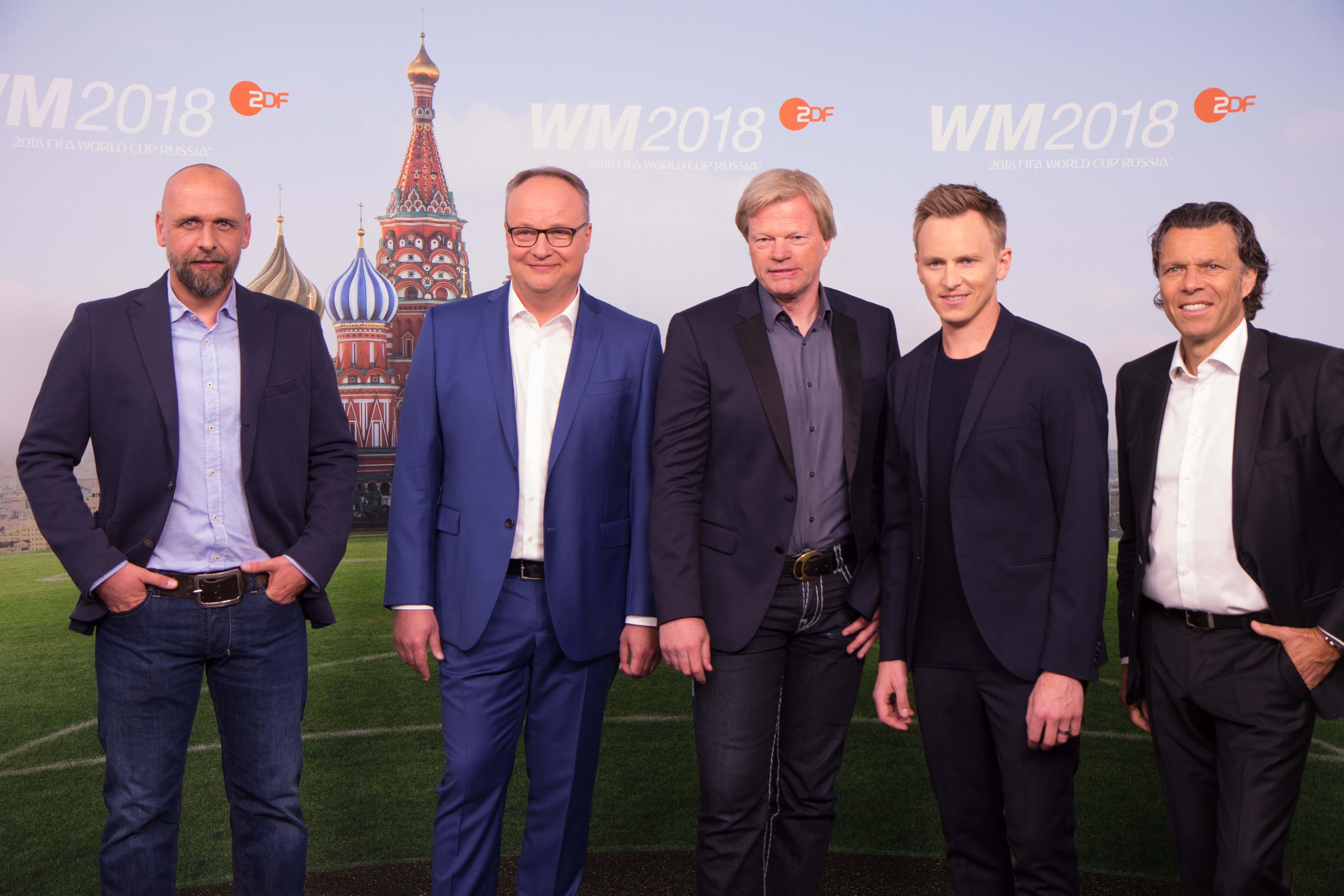
Během reportáže televizní stanice ZDF o mistrovství světa 2018

- 8× vítěz – 1996/97, 1998/99, 1999/00, 2000/01, 2002/03, 2004/05, 2005/06, 2007/08

DFB-Pokal (německý domácí pohár)
- 6× vítěz – 1997/98, 1999/00, 2002/03, 2004/05, 2005/06, 2007/08

DFL-Ligapokal (německý ligový pohár)
- 6× vítěz – 1997, 1998, 1999, 2000, 2004, 2007

Liga mistrů UEFA
- 1× vítěz – 2000/01
- 1× finalista – 1998/99

Pohár UEFA
- 1× vítěz – 1995/96

Interkontinentální pohár
- 1× vítěz – 2001

Německá reprezentace
Mistrovství Evropy
- 1× zlatá medaile – 1996

Mistrovství světa
- 1× stříbrná medaile – 2002
- 1× bronzová medaile – 2006

Konfederační pohár FIFA
- 1× bronzová medaile – 2005

Zdroj:

### Individuální ocenění
- Brankář roku Bundesligy – 1994, 1997, 1999, 2000, 2001, 2002 (6×)
- Nejlepší brankář na světě podle IFFHS – 1999, 2001, 2002[73] (3×)
- Nejlepší evropský brankář roku podle UEFA (UEFA Club Goalkeeper of the Year) – 1999, 2000, 2001, 2002[74] (4×)
- Cena pro hráče roku Bayernu Mnichov – 1999/00,[24] 2000/01[75] (2×)
- Zlatý míč pro nejlepšího hráče mistrovství světa – 2002
- Cena Lva Jašina pro nejlepšího brankáře mistrovství světa – 2002
- Fotbalista roku v Německu – 2000, 2001[76][77] (2×)
- člen FIFA 100[7]
- Tým sezóny Bundesligy podle kickeru – 1996/97,[78] 2001/02[79] (2×)
- Nejlepší jedenáctka podle ESM – 1999/00, 2000/01[80] (2×)